# Gołąbek diamentowy
Gołąbek diamentowy (Geopelia cuneata) – gatunek małego ptaka z rodziny gołębiowatych (Columbidae), zamieszkujący endemicznie Australię. Nie jest zagrożony wyginięciem. Hodowany w celach ozdobnych.

## Systematyka
Gatunek ten po raz pierwszy zgodnie z zasadami nazewnictwa binominalnego opisał w 1801 roku John Latham. Autor nadał mu nazwę Columba cuneata, a jako miejsce typowe wskazał Nową Holandię (dawna nazwa Australii); Gregory Macalister Mathews uściślił miejsce typowe na Sydney w Nowej Południowej Walii. Obecnie gatunek zaliczany jest do rodzaju Geopelia.
Jest to gatunek monotypowy. Opisany w 1912 roku przez Mathewsa podgatunek mungi nie jest uznawany.

## Morfologia
Cechy gatunkuNależy do małych gołębi, jest prawie dwa razy mniejszy niż gołąb miejski. Ubarwienie głowy, szyi i górnej części piersi srebrno-szafirowe. Dolna część piersi jest jaśniejsza, a brzuch i pióra pokrywowe podogonowe są prawie białe. Pióra pokrywowe skrzydeł są brunatno-szare, nakrapiane białymi kropkami. Sterówki są szare. Między płciami występują niewielkie różnice w ubarwieniu. Samica jest nieco bledsza i ma mniejszą pomarańczową obwódkę wokół oka, co jest szczególnie widoczne w okresie godowym, w którym obwódka u samca przybiera kolor czerwony.
Wymiary średnieDługość ciała z ogonem 19–24 cm.
Masa ciała28–43 g.

## Zasięg występowania
Zamieszkuje prawie całą Australię poza jej południową częścią, nie występuje też na Tasmanii.
Komisja Faunistyczna Sekcji Ornitologicznej Polskiego Towarzystwa Zoologicznego wymienia go na liście gatunków stwierdzonych w Polsce, lecz nie zaliczonych do awifauny krajowej (kategoria E w klasyfikacji AERC – pojaw nienaturalny).

## Ekologia i zachowanie

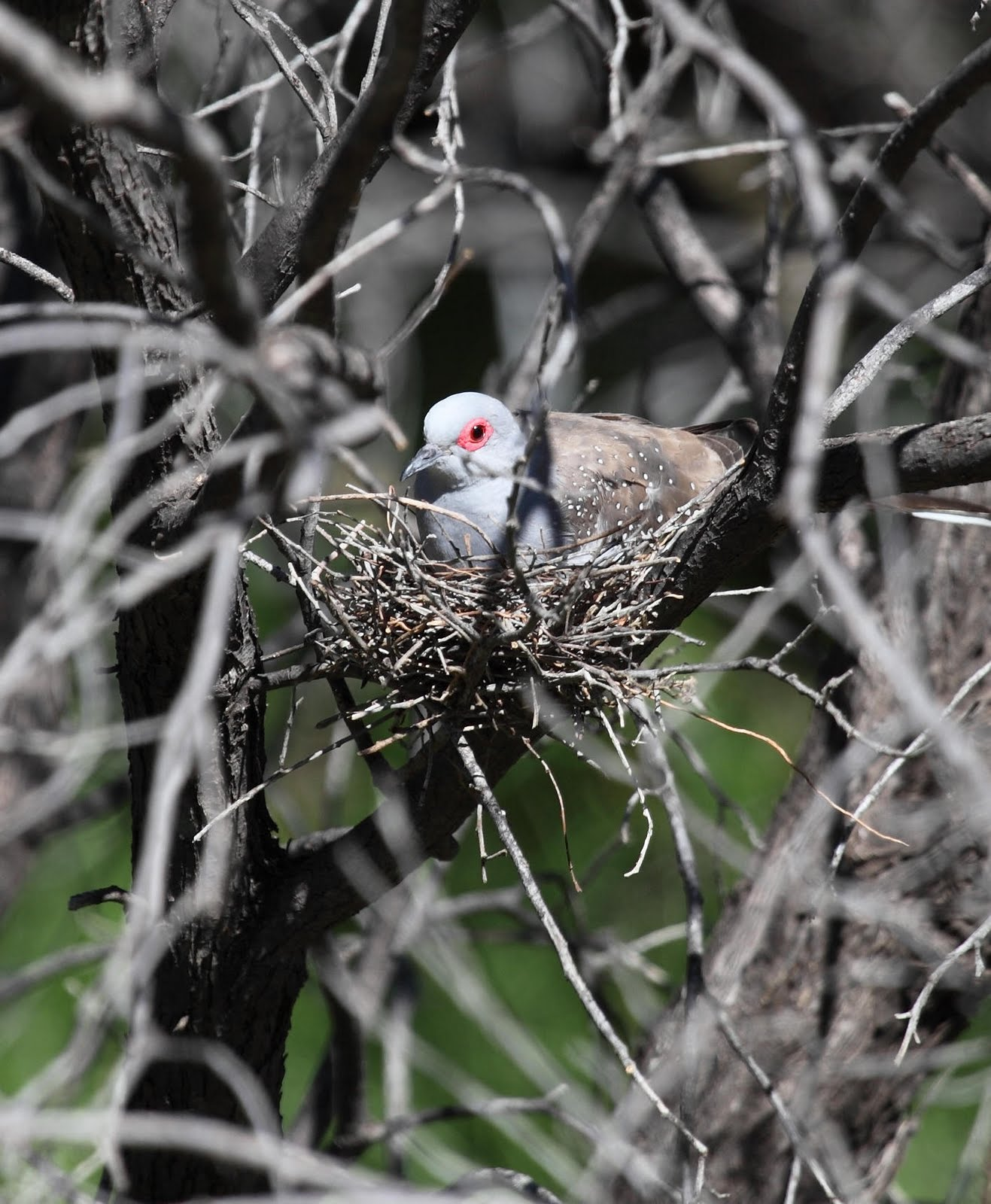
Gołąbek diamentowy na gnieździe

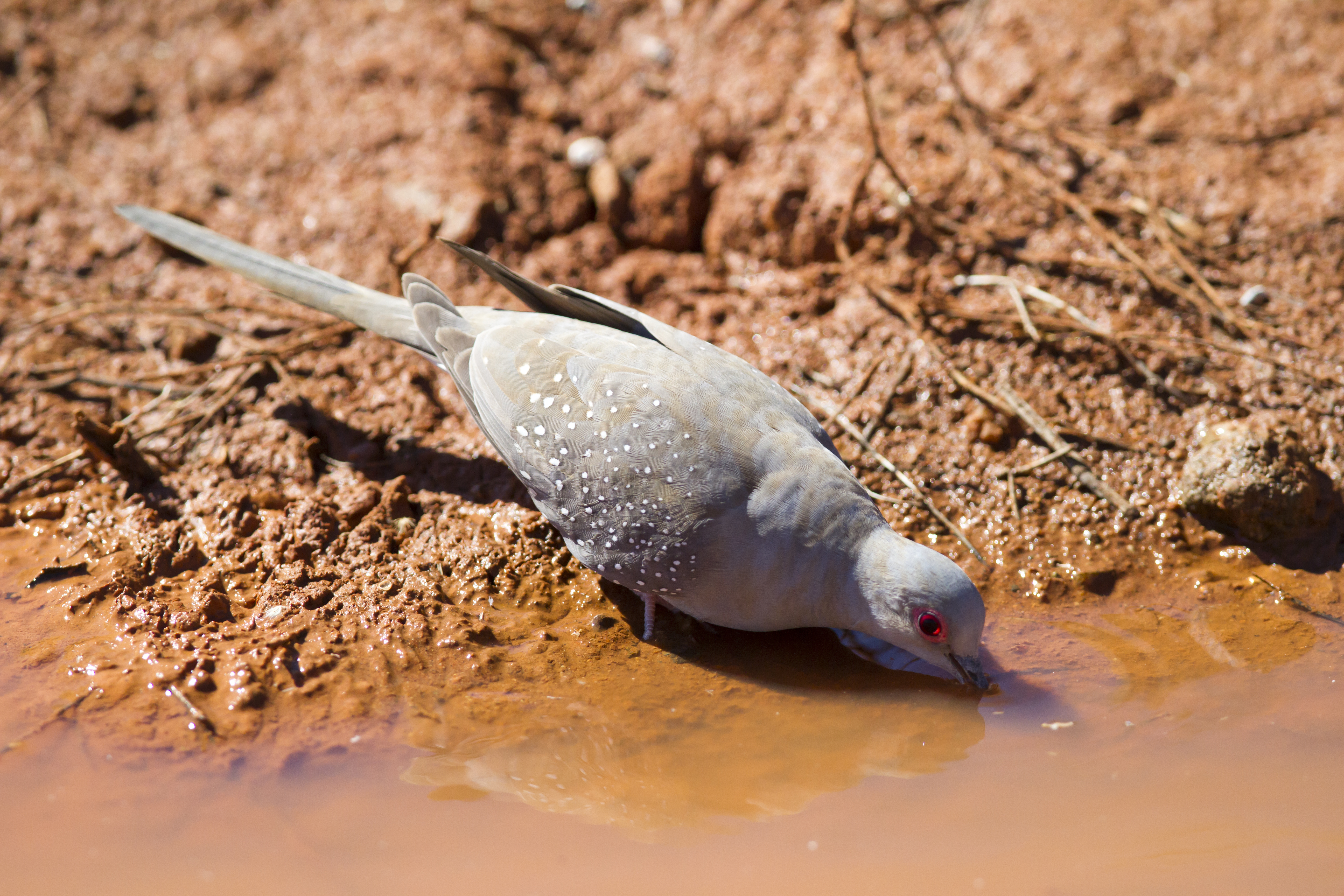
Jak inne gołębie pije wodę zasysając ją

BiotopZakrzewione miejsca w pobliżu rzek lub zbiorników wodnych.
GniazdoW gałęziach drzew lub gęstych zaroślach, wykonane niedbale.
JajaSamica składa 2 jaja.
Wysiadywanie, pisklętaLęg jest wysiadywany przez oboje rodziców przez 12 dni. Młode opuszczają gniazdo po około 14 dniach, ale przez następne dwa tygodnie są jeszcze dokarmiane przez rodziców, przy czym samiec robi to częściej.
PożywienieZnajdowane na ziemi nasiona, młode pędy roślin i larwy różnych owadów.

## Status
Międzynarodowa Unia Ochrony Przyrody (IUCN) uznaje gołąbka diamentowego za gatunek najmniejszej troski (LC, Least Concern). Liczebność populacji nie została oszacowana, ale ptak ten opisywany jest jako pospolity. Ze względu na brak dowodów na spadki liczebności bądź istotne zagrożenia dla gatunku BirdLife International ocenia trend liczebności populacji jako prawdopodobnie stabilny.

## Gołąbek diamentowy w niewoli
Jest gołębiem hodowanym w celach estetycznych, w podobnym charakterze jak kanarki i papużki faliste, a nie jak gołębie pocztowe. Hodowane od wielu pokoleń, uznane są za udomowione. Łatwo przyzwyczajają się do opiekunów. Lubią przebywać na dnie klatki, dlatego zalecane jest, aby dno wyłożyć grubą warstwą piasku. W niewoli żywione są nasionami prosa, maku, konopi i różnymi mieszankami dla kanarków. W okresie lęgów i wychowu piskląt zalecane jest podawanie karmy wzbogaconej w jajko. W niewoli znana jest srebrzysta odmiana barwna, będąca generalnie jaśniej ubarwiona.